# Ludo Verhoeven
Ludo Verhoeven (Baarle-Hertog, 8 oktober 1944) is een Belgisch bedrijfsleider en bestuurder.

## Levensloop
Verhoeven studeerde burgerlijk ingenieur scheikunde aan de Katholieke Universiteit Leuven, alwaar hij promoveerde als doctor in de toegepaste wetenschappen. Tevens volgde hij een managementopleiding aan de UFSIA te Antwerpen en het INSEAD-instituut te Fontainebleau.
In 1973 ging hij aan de slag bij Agfa op de afdeling research & development. Tussen 1985 en 1988 werkte hij in de Verenigde Staten. In 1992 werd hij hoofd van de filmdivisie in het Duitse Leverkusen. Eind 1996 keerde hij terug naar België, waar hij op 1 juli 1997 benoemd werd tot lid van het college van gedelegeerd bestuurders van de groep. Op 26 april 1999 werd hij lid van de raad van bestuur en vice-voorzitter van het directiecomité. In 2001 werd aangesteld als gedelegeerd bestuurder. Hij volgde in deze hoedanigheid Klaus Seeger op. Onder zijn bestuur werd het Horizon-plan gelanceerd waarbij bij een eerste herstructurering 4.000 banen sneuvelden.
In 2005 werd als gedelegeerd bestuurder opgevolgd door Marc Olivié en werd hij aangesteld als voorzitter van de raad van bestuur van deze onderneming ter opvolging van Pol Bamelis. In juli 2007 nam hij de functie van gedelegeerd bestuurder tijdelijk opnieuw over van Olivié tot hij in november 2007 werd opgevolgd door Jo Cornu. In april 2008 werd hij als voorzitter van de raad van bestuur van Agfa-Gevaert opgevolgd door Julien De Wilde.
In juli 1999 trad hij toe tot de raad van bestuur van het VEV, waarvan hij in 2000 ondervoorzitter werd. Op 20 mei 2003 volgde hij Jef Roos op als voorzitter van deze organisatie. Onder zijn bestuur fuseerde het VEV op 5 januari 2004 met de Vlaamse Kamers van Koophandel tot Voka.